# Élections régionales de 2015 en Bourgogne-Franche-Comté
Pour un article plus général, voir Élections régionales françaises de 2015.
Les élections régionales en Bourgogne-Franche-Comté se déroulent les 6 et 13 décembre 2015.

## Mode de scrutin
Le mode de scrutin est fixé par le Code électoral. Les conseillers régionaux sont élus pour six ans : Les conseillers régionaux sont élus au scrutin de liste à deux tours sans adjonction ni suppression de noms et sans modification de l'ordre de présentation. Chaque liste est constituée d'autant de sections qu'il y a de départements dans la région.
Si une liste recueille la majorité absolue des suffrages exprimés au premier tour, le quart des sièges lui est attribué. Le reste est réparti à la proportionnelle suivant la règle de la plus forte moyenne. Une liste qui obtient moins de 5 % des suffrages exprimés ne peut se voir attribuer un siège. Sinon on procède à un second tour où peuvent se présenter les listes ayant obtenu 10 % des suffrages exprimés. La composition de ces listes peut être modifiée pour comprendre les candidats ayant figuré au premier tour sur d’autres listes, sous réserve que celles-ci aient obtenu au premier tour au moins 5 % des suffrages exprimés et ne se présentent pas au second tour. À l’issue du second tour, les sièges sont répartis de la même façon. 
Les sièges étant attribués à chaque liste, on effectue ensuite la répartition entre les sections départementales, au prorata des voix obtenues par la liste dans chaque département. Voici le nombre de sièges prévus département par département, étant précisé que l'article 5 de la loi no 2015-29 du 16 janvier 2015 y ajoute deux candidats supplémentaires par section départementale :
- Côte d'or : 19 conseillers régionaux (21 candidats à présenter) ;
- Doubs : 19 conseillers régionaux (21 candidats à présenter) ;
- Jura : 9 conseillers régionaux (11 candidats à présenter) ;
- Nièvre : 8 conseillers régionaux (10 candidats à présenter) ;
- Haute-Saône : 8 conseillers régionaux (10 candidats à présenter) ;
- Saône-et-Loire : 20 conseillers régionaux (22 candidats à présenter) ;
- Yonne : 12 conseillers régionaux (14 candidats à présenter) ;
- Territoire de Belfort : 5 conseillers régionaux (7 candidats à présenter) ;

Il y aura donc en tout 100 conseillers régionaux élus (59 pour la Bourgogne et 41 pour la Franche-Comté), parmi les 116 candidats de chaque liste.

## Listes et candidats

### Front national (FN)
Sophie Montel, députée européenne de la circonscription Est et conseillère régionale de Franche-Comté depuis 1998, est la tête de liste régionale pour le parti frontiste.
Les têtes de liste départementales sont :
- Doubs : Sophie Montel ;
- Côté d'or : Édouard Cavin (directeur commercial de la tonnellerie familiale)[8] ;
- Jura : Stéphane Montrelay (maire de Rans) ;
- Nièvre : Marcel Stéphan (conseiller régional sortant) ;
- Haute-Saône : Karine Champy ;
- Saône-et-Loire : Lilian Noirot (assureur) ;
- Yonne : Julien Odoul (conseiller spécial de Marine Le Pen) ;
- Territoire de Belfort : Patrick Jeanroch.

### Union populaire républicaine (UPR)

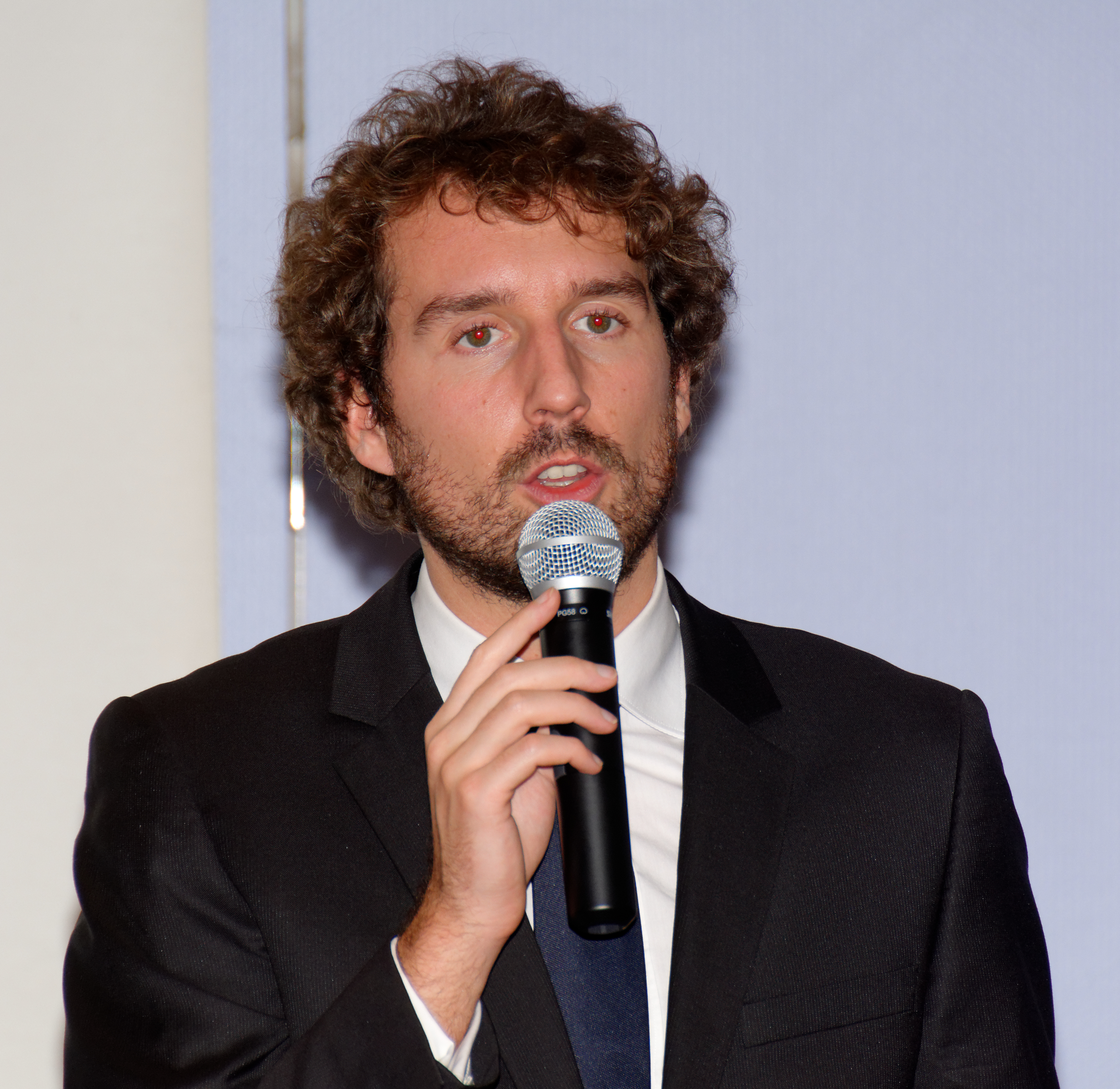
Charles-Henri Gallois, tête de liste régionale de l'UPR.

Charles-Henri Gallois est le responsable national de l'Union populaire républicaine pour les questions économiques. Né à Nevers, il est âgé de 26 ans, au moment de l'élection. Diplômé de l'école de commerce EM-Lyon, il exerce à l'époque le métier de contrôleur financier dans un grand groupe français.
Les têtes de liste départementales sont :
- Côte-d'Or : Edouard Clair ;
- Doubs : Karine Comas ;
- Jura : Frédéric Jaillet ;
- Nièvre : Charles-Henri Gallois ;
- Haute-Saône : Alexandre Salerno ;
- Saône-et-Loire : Carole Vignal ;
- Yonne : Gildas Joly ;
- Territoire de Belfort : Jonathan Vallard.

### Union des démocrates et indépendants (UDI)/Les Républicains

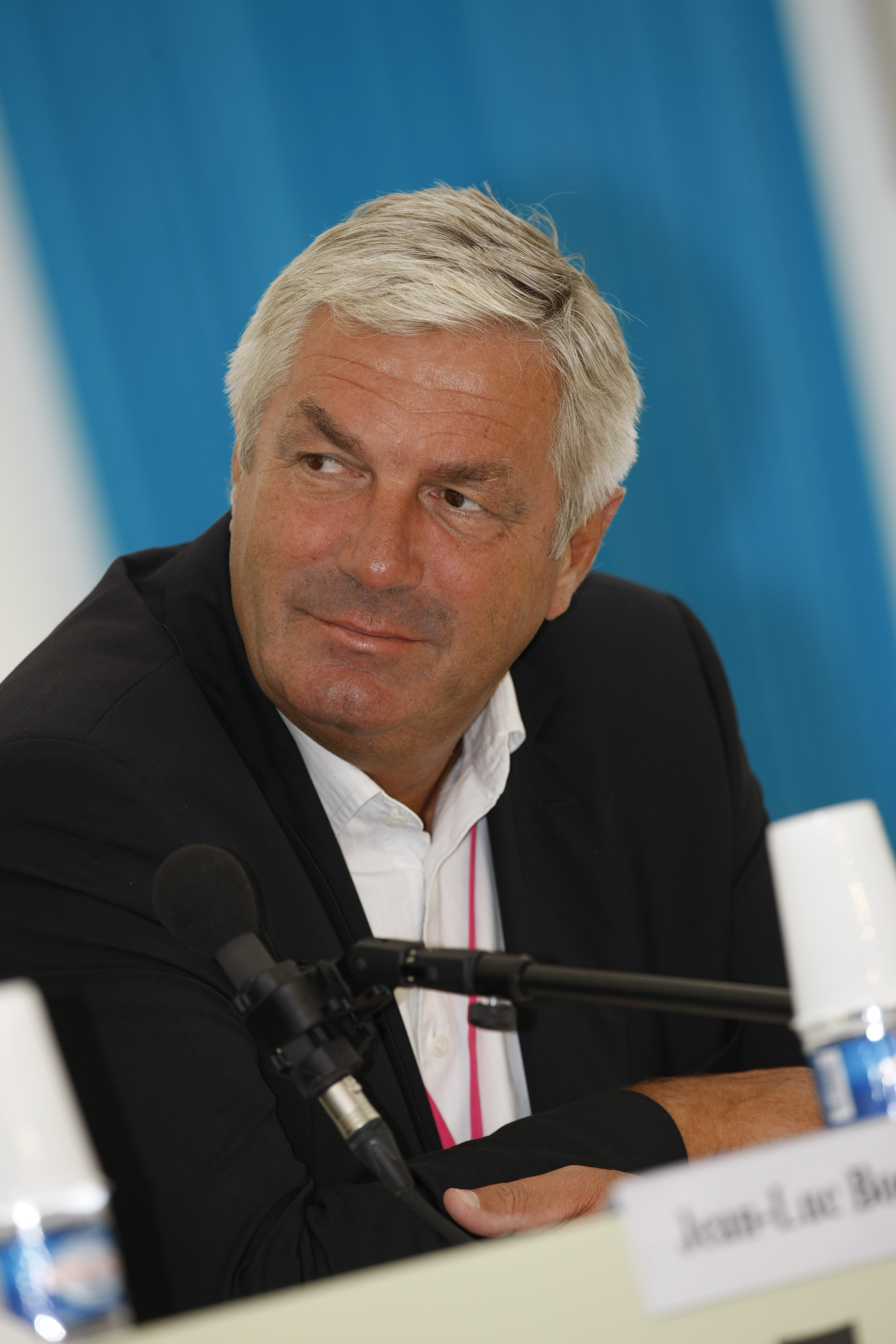
François Sauvadet.

François Sauvadet, député et président du conseil général de la Côte-d'Or est la tête de liste régionale pour le parti centriste. Alain Joyandet, sénateur de la Haute-Saône, est le candidat déclaré des Républicains,,. Il s'efface finalement au profit d'une liste commune d'Union de la droite et du centre, menée par François Sauvadet.
Les têtes de liste départementales sont :
- Côte-d'Or : François Sauvadet (UDI) ;
- Doubs : Patrick Genre (DVD) ;
- Jura : Hélène Pélissard (LR) ;
- Nièvre : Guillaume Maillard (UDI) ;
- Haute-Saône : Alain Joyandet (LR) ;
- Saône-et-Loire : Arnaud Danjean[16] (LR) ;
- Yonne : Eric Gentis (LR) ;
- Territoire de Belfort : Florence Besancenot (LR).

### Alliance écologiste indépendante
Julien Gonzalez conduit cette liste.

### Europe Écologie Les Verts (EELV)
Cécile Prudhomme, co-secrétaire du groupe local EELV de Besançon et élue au conseil fédéral d’EELV, a été désignée candidate tête de liste.
Les têtes de liste départementales sont :
- Côte-d'Or : Philippe Hervieu ;
- Doubs : Cécile Prudhomme ;
- Jura : Brigitte Monnet ;
- Nièvre : Virginie Charrière
- Haute-Saône : Michèle Durand-Migeon ;
- Saône-et-Loire : François Lotteau ;
- Yonne : Jean Massé ;
- Territoire de Belfort : Jean Siron.

### L'Alternative à Gauche

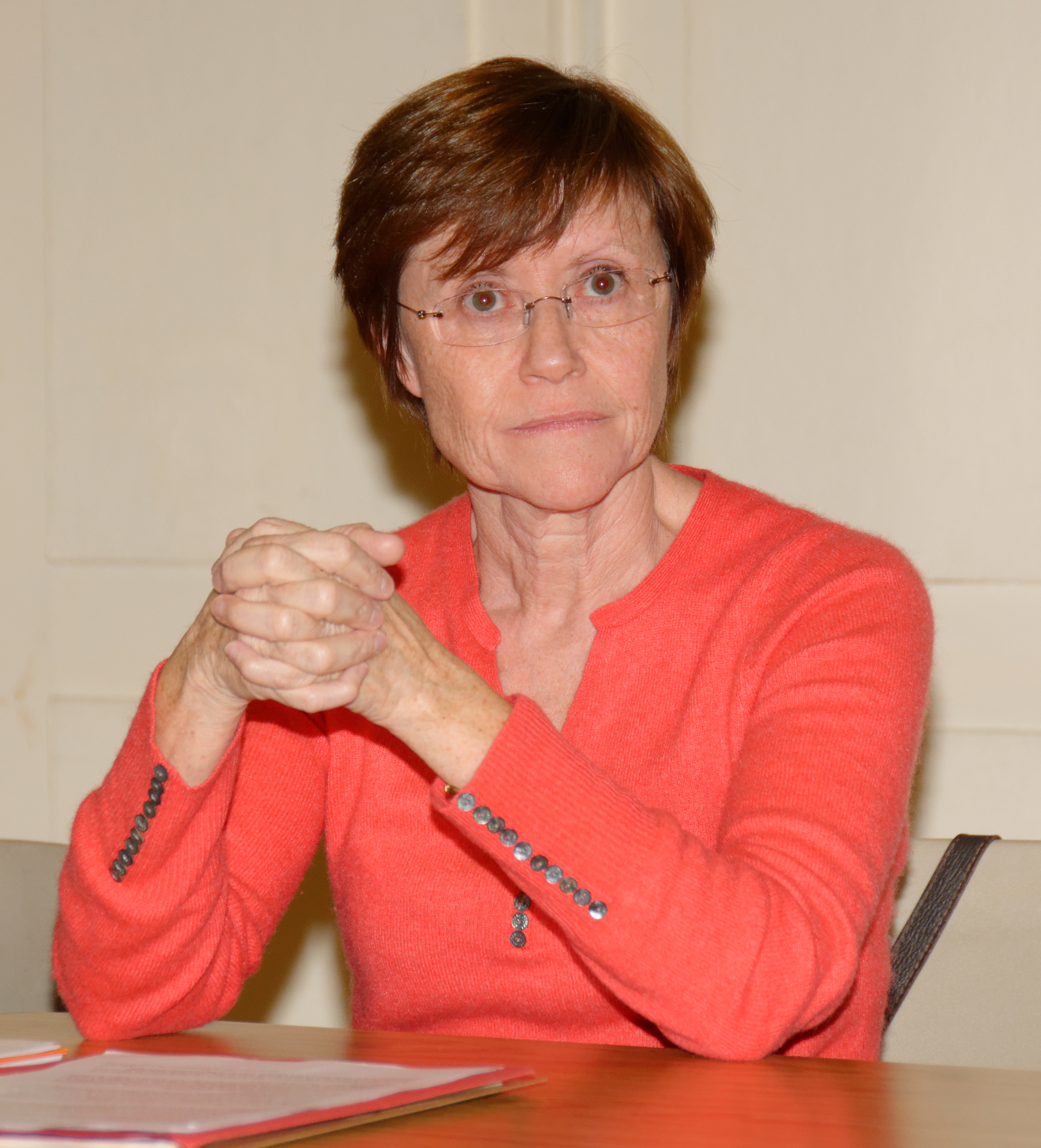
Nathalie Vermorel.

Nathalie Vermorel conduit « L'Alternative à Gauche », liste présentée et soutenue par le Front de Gauche (Parti communiste français, Parti de gauche, Ensemble !), le Mouvement républicain et citoyen (MRC) et Nouvelle Gauche socialiste (NGS). La liste est en outre composée de divers citoyens et citoyennes n'appartenant à aucun parti.
Les têtes de liste départementales sont :
- Côte-d'Or : Jérôme Petident
- Doubs : Jean-Christophe Jacottot
- Jura : Patrick Viverge
- Nièvre : Jimmy Derouault
- Haute-Saône : Gilles Lazar
- Saône-et-Loire : Nathalie Vermorel
- Yonne : François Meyroune
- Territoire-de-Belfort : Alain Letailleur

### Lutte ouvrière (LO)

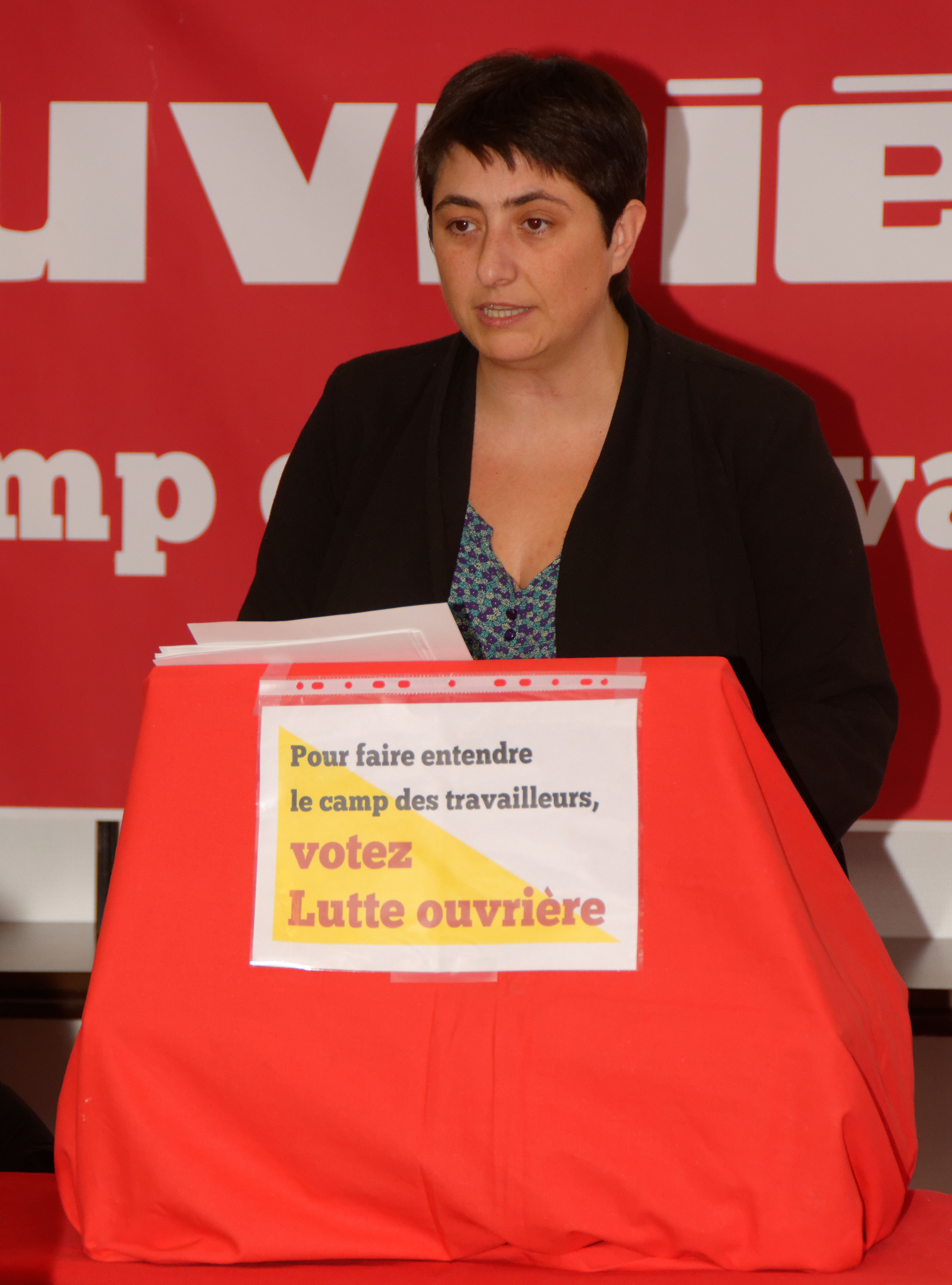
Claire Rocher.

Claire Rocher, infirmière, porte-parole de Lutte ouvrière en Bourgogne été choisie pour mener la liste régionale. Elle avait porté les couleurs de LO aux européennes en 2009 et 2014, aux régionales 2010, aux législatives 2012 et aux municipales 2014 à Dijon. L'intitulé de la liste est « Faire entendre le camp des travailleurs ».
Les têtes de liste départementales sont :
- Côte-d'Or : Stéphane Pournin, cheminot.
- Doubs : Michel Treppo, retoucheur dans l'automobile.
- Jura : Dominique Revoy, enseignante.
- Nièvre : Geneviève Lemoine, assistante sociale retraitée.
- Haute-Saône : Daniel Rouillon[19], ouvrier soudeur;
- Saône-et-Loire : Pascal Dufraigne, cheminot.
- Yonne : Sylvie Manigaut, employée de la poste.
- Territoire de Belfort : Christiane Petitot, enseignante retraitée.

### Debout la France (DLF)

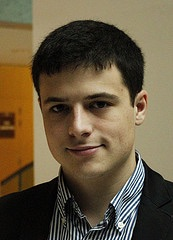
Maxime Thiébaut.

Maxime Thiébaut est le candidat déclaré pour le mouvement de Nicolas Dupont-Aignan. Domicilié à Virey-le-Grand, il est âgé de 24 ans. Diplômé de l’université de Bourgogne et d'Assas, il est juriste des collectivités territoriales. Délégué national à la génération de la reconquête et secrétaire départemental de Debout la France en Saône-et-Loire, il a obtenu 15,40 % des voix sur le Canton de Chalon-sur-Saône-1 aux départementales.
Les têtes de liste départementales sont :
- Côte-d'Or : Corinne Bobard ;
- Doubs : Jean-Claude Chomette ;
- Jura : Bernard Breniaux ;
- Nièvre : Benoit Foucat ;
- Haute-Saône : Denis Husser
- Saône-et-Loire : Maxime Thiébaut ;
- Yonne : Didier Hamelin ;
- Territoire de Belfort : Jean-Christophe Muringer.

### Mouvement démocrate (MoDem)

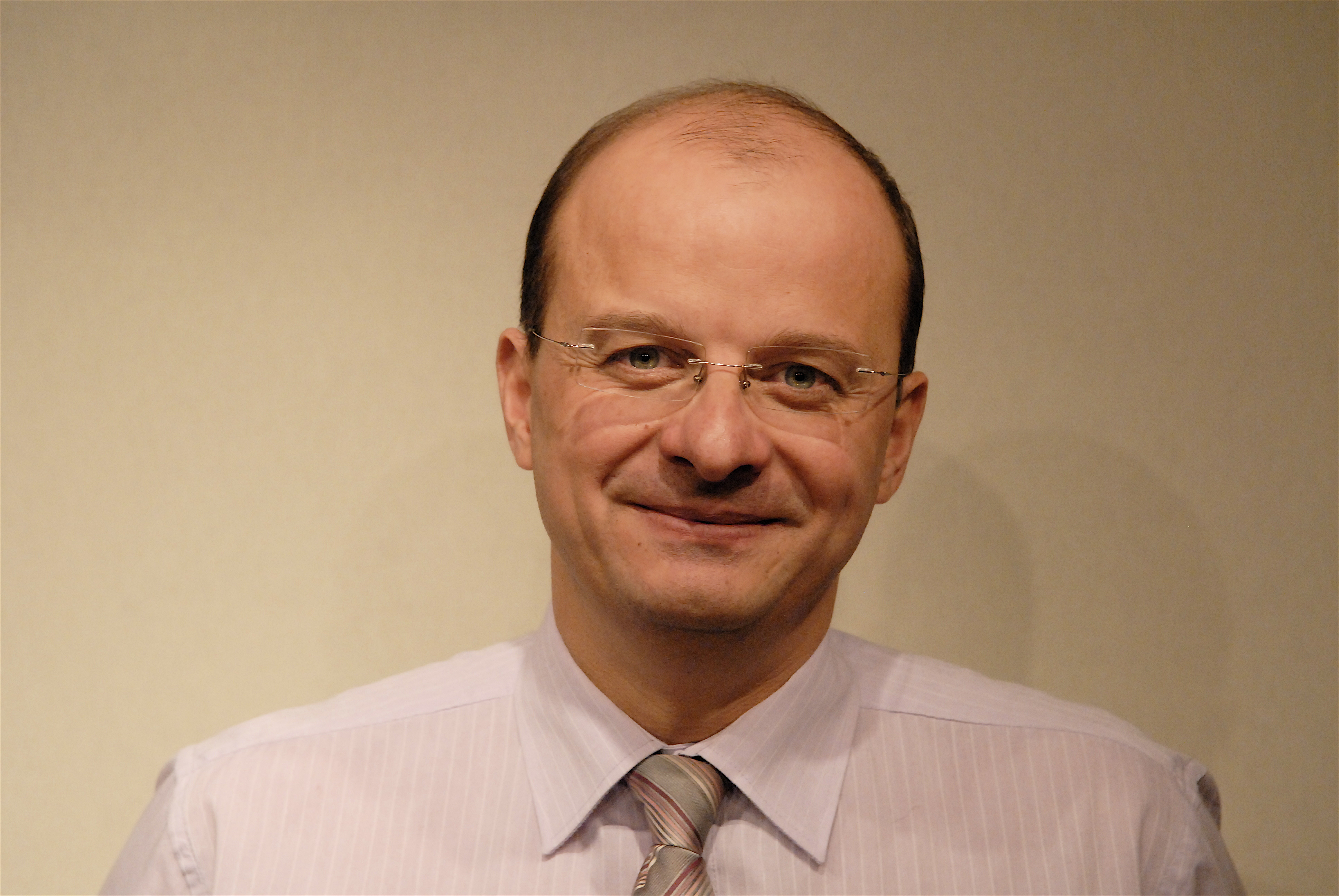
Christophe Grudler.

Christophe Grudler (conseiller départemental du Territoire de Belfort) mènera la liste du centre indépendant soutenue par François Bayrou.

### Parti socialiste (PS)

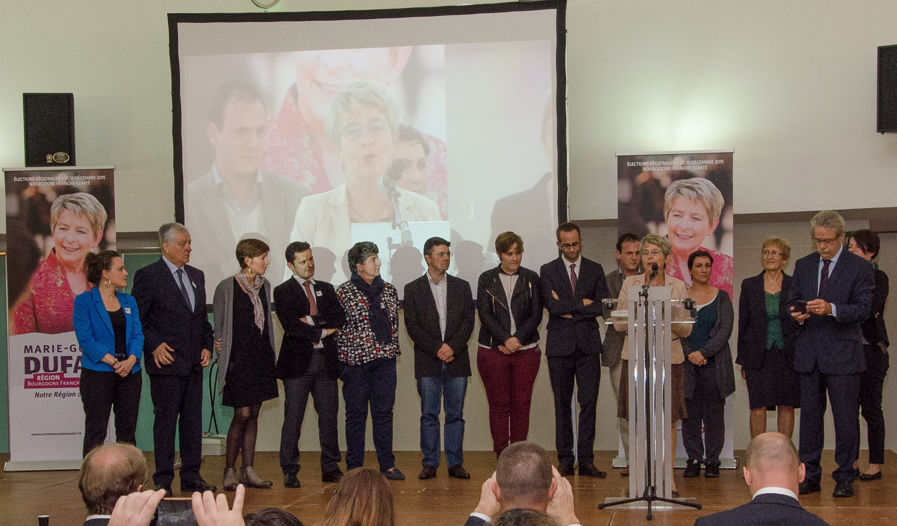
Marie Guite Dufay présentant sa liste régionale à Dijon le 19 septembre 2015.

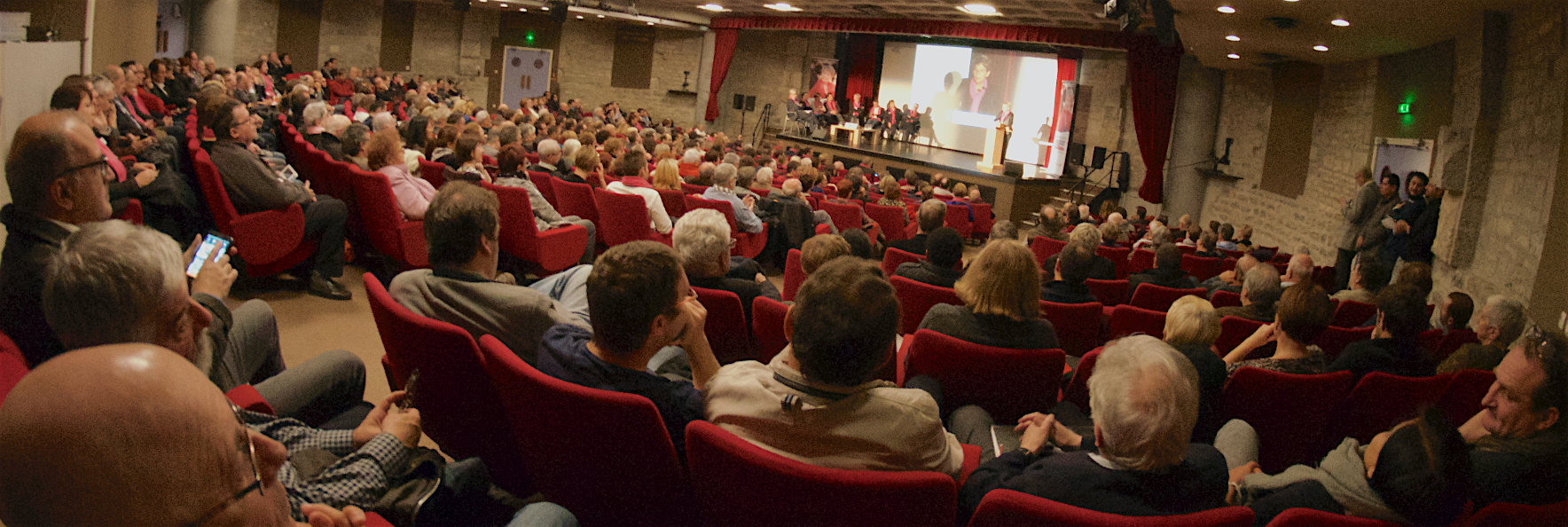
Marie-Guite Dufay présentant son programme au petit Kursaal de Besançon le 31 octobre 2015.

Marie-Guite Dufay, présidente du conseil régional de Franche-Comté est la candidate tête de liste des socialistes à l'échelle régionale. Elle a été désignée par les militants socialistes des 8 fédérations (Côte-d'Or, Doubs, Jura, Nièvre, Haute-Saône, Saône-et-Loire, Yonne, Territoire de Belfort) lors d'un vote organisé en simultané le jeudi 11 juin 2015, avec un score de 85%. Elle est la première candidate à présenter sa liste, lors d'une conférence de presse organisée le 19 septembre 2015 à Dijon. La liste comprend des candidats issus de diverses formations politiques : PS, PRG, Cap21, Union des Démocrates et des écologistes (UDE), Mouvement des Progressistes, Jeunes socialistes, Solidé ainsi que des candidats issus de la société civile. 
Les têtes de liste départementales (en gras) et candidats sont, dans l'ordre :
- Côte-d'Or : Michel Neugnot (1er Vice-président de la Région Bourgogne, Semur-en-Auxois)
- Doubs : Marie-Guite Dufay (Présidente sortante de la Région Franche-Comté, Besançon)
- Jura : Sylvie Laroche (directrice d’association, Dole)[29]
- Nièvre : Sylvain Mathieu (forestier, Arleuf)
- Haute-Saône : Loïc Niepceron (receveur percepteur retraité, Navenne)
- Saône-et-Loire : Jérôme Durain (Sénateur, Chalon-sur-Saône)
- Yonne : Frédérique Colas (assistante sociale, Joigny)
- Territoire de Belfort : Maude Clavequin (Directrice territoriale, Dorans)

## Sondages
Avertissement : Les résultats des intentions de vote ne sont que la mesure actuelle des rapports de forces politiques. Ils ne sont en aucun cas prédictifs du résultat des prochaines élections.
La marge d'erreur de ces sondages est de 4,5 % pour 500 personnes interrogées, 3,2 % pour 1000, 2,2 % pour 2000 et 1,6 % pour 4000.

### Premier tour
| Institut | Date                      | Échantillon | Rocher (LO) | Vermorel (FG-MRC) | Prudhomme (EÉLV) | Dufay (PS - PRG) | Gonzalez (AEI) | Grudler (MoDem) | Sauvadet (UDI)          | Joyandet (LR)           | Thiébaut (DLF) | Montel (FN) | Gallois (UPR) |
| -------- | ------------------------- | ----------- | ----------- | ----------------- | ---------------- | ---------------- | -------------- | --------------- | ----------------------- | ----------------------- | -------------- | ----------- | ------------- |
| Institut | Date                      | Échantillon |             |                   |                  |                  |                |                 |                         |                         |                |             |               |
| BVA      | Du 17 au 23 novembre 2015 | 797         | 2 %         | 8 %               | 3 %              | 20 %             | 0,5 %          | 5 %             | 27 % (UDI)              | 27 % (UDI)              | 2 %            | 32 %        | 0,5 %         |
| Ipsos    | Du 20 au 29 novembre 2015 | 23 061      | 2 %         | 8 %               | 3 %              | 22 %             | 1 %            | 5 %             | 24 % (UDI)              | 24 % (UDI)              | 4 %            | 32 %        | 1 %           |
| Ifop     | Du 20 au 24 novembre 2015 | 748         | 1,5 %       | 8,5 %             | 7 %              | 19 %             | 0,5 %          | 3,5 %           | 26 % (UDI)              | 26 % (UDI)              | 3 %            | 30 %        | 1,5 %         |
| BVA      | Du 6 au 14 octobre 2015   | 803         | 2 %         | 8 %               | 5 %              | 19 %             | -              | 6 %             | 31 % (UDI)              | 31 % (UDI)              | 3 %            | 26 %        | -             |
| Ifop     | Du 5 au 8 juin 2015       | 807         | -           | 7 %               | 6 %              | 23 %             | -              | 4 %             | 10 %                    | 25 %                    | 2 %            | 23 %        | -             |
| BVA      | Du 3 au 8 juin 2015       | 937         | -           | 10 %              | 5 %              | 24 %             | -              | -               | 34 % (UDI) ou 33 % (LR) | 34 % (UDI) ou 33 % (LR) | -              | 25 %        | -             |

### Second tour
| Institut     | Date                      | Échantillon | Dufay (PS, PRG, FG et EÉLV) | Sauvadet (UDI, LR)    | Montel (FN) |
| ------------ | ------------------------- | ----------- | --------------------------- | --------------------- | ----------- |
| Institut     | Date                      | Échantillon |                             |                       |             |
| Ifop         | Du 5 au 8 juin 2015       | 807         | 39 %                        | 40 % (Alain Joyandet) | 21 %        |
| BVA          | Du 3 au 8 juin 2015       | 937         | 39 %                        | 34 % (Alain Joyandet) | 27 %        |
| BVA          | Du 3 au 8 juin 2015       | 937         | 38 %                        | 35 %                  | 27 %        |
| BVA          | Du 6 au 14 octobre 2015   | 803         | 34 %                        | 36 %                  | 30 %        |
| BVA          | Du 17 au 23 novembre 2015 | 797         | 30 %                        | 35 %                  | 35 %        |
| Ifop         | Du 20 au 24 novembre 2015 | 748         | 35,5 %                      | 34,5 %                | 30 %        |
| Ifop         | Du 20 au 24 novembre 2015 | 748         | 36 % (avec MoDem)           | 34 %                  | 30 %        |
| Ifop         | Du 20 au 24 novembre 2015 | 748         | 35 %                        | 36 % (avec MoDem)     | 29 %        |
| Ipsos        | Du 20 au 29 novembre 2015 | 23 061      | 35 %                        | 33 %                  | 32 %        |
| franceTVInfo |                           |             | 33,2 %                      | 31,2 %                | 35,6 %      |

## Résultats

### Général
|                          |                                   |                                               |              |              |             |               |        |               |  |  |  |  |  |  |
| Tête de liste            | Tête de liste                     | Liste                                         | Premier tour | Premier tour | Second tour | Second tour   | Sièges | +/-           |  |  |  |  |  |  |
| Tête de liste            | Tête de liste                     | Liste                                         | Voix         | %            | Voix        | %             | Sièges | +/-           |  |  |  |  |  |  |
|                          | Sophie Montel                     | FN                                            | 303 143      | 31,48        | 376 913     | 32,44         | 24     | 14            |  |  |  |  |  |  |
|                          | François Sauvadet                 | UDI - LR                                      | 231 069      | 24,00        | 382 216     | 32,89         | 25     | 1             |  |  |  |  |  |  |
|                          | Marie-Guite Dufay                 | PS - PRG - UDE - Cap21 - MDP[réf. nécessaire] | 221 376      | 22,99        | 402 916     | 34,67         | 51     | 7             |  |  |  |  |  |  |
|                          | Maxime Thiébaut[réf. nécessaire]  | DLF                                           | 49 802       | 5,17         |             |               | 0      | en stagnation |  |  |  |  |  |  |
|                          | Nathalie Vermorel                 | FG - MRC - NGS                                | 44 471       | 4,62         | 0           | 7             |        |               |  |  |  |  |  |  |
|                          | Cécile Prudhomme[réf. nécessaire] | EELV - MEI                                    | 37 707       | 3,92         | 0           | 13            |        |               |  |  |  |  |  |  |
|                          | Christophe Grudler                | MoDem                                         | 31 431       | 3,26         | 0           | en stagnation |        |               |  |  |  |  |  |  |
|                          | Julien Gonzalez                   | AEI                                           | 20 616       | 2,14         | 0           | en stagnation |        |               |  |  |  |  |  |  |
|                          | Claire Rocher                     | LO                                            | 14 518       | 1,51         | 0           | en stagnation |        |               |  |  |  |  |  |  |
|                          | Charles-Henri Gallois             | UPR                                           | 8 835        | 0,92         | 0           | en stagnation |        |               |  |  |  |  |  |  |
|                          |                                   |                                               |              |              |             |               |        |               |  |  |  |  |  |  |
| Suffrages exprimés       | Suffrages exprimés                | Suffrages exprimés                            | 962 968      | 95,38        | 1 162 045   | 95,18         |        |               |  |  |  |  |  |  |
| Votes blancs             | Votes blancs                      | Votes blancs                                  | 27 341       | 2,71         | 28 761      | 2,36          |        |               |  |  |  |  |  |  |
| Votes nuls               | Votes nuls                        | Votes nuls                                    | 19 252       | 1,91         | 30 056      | 2,46          |        |               |  |  |  |  |  |  |
| Total                    | Total                             | Total                                         | 1 009 561    | 100          | 1 220 862   | 100           | 100    | en stagnation |  |  |  |  |  |  |
| Abstentions              | Abstentions                       | Abstentions                                   | 987 118      | 49,44        | 775 714     | 38,85         |        |               |  |  |  |  |  |  |
| Inscrits / Participation | Inscrits / Participation          | Inscrits / Participation                      | 1 996 679    | 50,56        | 1 996 576   | 61,15         |        |               |  |  |  |  |  |  |

### Par département

#### Côte-d'Or
| Tête de liste | Tête de liste     | Liste                        | Premier tour | Premier tour | Second tour | Second tour | Sièges | Sièges |
| Tête de liste | Tête de liste     | Liste                        | #            | %            | #           | %           | #      | %      |
| ------------- | ----------------- | ---------------------------- | ------------ | ------------ | ----------- | ----------- | ------ | ------ |
|               | François Sauvadet | UDI - LR                     | 55 506       | 30,75        | 83 089      | 38,55       | 6      | 31,58  |
|               | Edouard Cavin     | FN                           | 50 020       | 27,71        | 71 076      | 32,98       | 4      | 21,05  |
|               | Michel Neugnot    | PS - PRG - UDE - Cap21 - MDP | 40 180       | 22,26        | 61 364      | 28,47       | 9      | 47,37  |
|               | Corinne Bobard    | DLF                          | 7 814        | 4,33         |             |             |        |        |
|               | Jérôme Péditent   | FG - MRC - ND                | 7 401        | 2,08         |             |             |        |        |
|               | Philippe Hervieu  | EÉLV - MEI                   | 6 707        | 1,89         |             |             |        |        |
|               | Patrick Hillon    | MoDem                        | 5 413        | 1,52         |             |             |        |        |
|               | Bruno Louis       | AEI                          | 3 861        | 1,09         |             |             |        |        |
|               | Stéphane Pournin  | LO                           | 2 312        | 0,65         |             |             |        |        |
|               | Edouard Clair     | UPR                          | 1 318        | 0,37         |             |             |        |        |
|               |                   |                              |              |              |             |             |        |        |
| Inscrits      | Inscrits          | Inscrits                     | 355 315      | 100,00       | 355 323     | 100,00      |        |        |
| Abstentions   | Abstentions       | Abstentions                  | 168 356      | 47,38        | 131 289     | 36,95       |        |        |
| Votants       | Votants           | Votants                      | 186 959      | 52,62        | 224 034     | 63,05       |        |        |
| Blancs        | Blancs            | Blancs                       | 3 863        | 2,07         | 4 339       | 1,94        |        |        |
| Nuls          | Nuls              | Nuls                         | 2 564        | 1,37         | 4 166       | 1,96        |        |        |
| Exprimés      | Exprimés          | Exprimés                     | 180 532      | 96,56        | 215 529     | 96,20       |        |        |

#### Doubs
| Tête de liste | Tête de liste            | Liste                        | Premier tour | Premier tour | Second tour | Second tour | Sièges | Sièges |
| Tête de liste | Tête de liste            | Liste                        | #            | %            | #           | %           | #      | %      |
| ------------- | ------------------------ | ---------------------------- | ------------ | ------------ | ----------- | ----------- | ------ | ------ |
|               | Sophie Montel            | FN                           | 57 349       | 31,74        | 68 543      | 31,29       | 4      | 20,00  |
|               | Marie-Guite Dufay        | PS - PRG - UDE - Cap21 - MDP | 47 137       | 26,09        | 81 973      | 37,42       | 11     | 55,00  |
|               | Patrick Genre            | UDI - LR                     | 41 155       | 22,78        | 68 527      | 31,29       | 5      | 25.00  |
|               | Jean-Claude Chomette     | DLF                          | 7 844        | 4,35         |             |             |        |        |
|               | Cécile Prudhomme         | EÉLV - MEI                   | 7 191        | 3,99         |             |             |        |        |
|               | Jean-Christophe Jacottot | FG - MRC - ND                | 6 317        | 3,49         |             |             |        |        |
|               | Laurent Croizier         | MoDem                        | 5 642        | 3,12         |             |             |        |        |
|               | Bruno Patois             | AEI                          | 3 806        | 2,11         |             |             |        |        |
|               | Michel Treppo            | LO                           | 2 515        | 1,39         |             |             |        |        |
|               | Karine Comas             | UPR                          | 1 714        | 0,95         |             |             |        |        |
|               |                          |                              |              |              |             |             |        |        |
| Inscrits      | Inscrits                 | Inscrits                     | 364 962      | 100,00       | 364 937     | 100,00      |        |        |
| Abstentions   | Abstentions              | Abstentions                  | 176 337      | 48,32        | 135 542     | 37,14       |        |        |
| Votants       | Votants                  | Votants                      | 188 625      | 51,68        | 229 395     | 62,86       |        |        |
| Blancs        | Blancs                   | Blancs                       | 5 209        | 2,76         | 4 914       | 2,14        |        |        |
| Nuls          | Nuls                     | Nuls                         | 5 143        | 2,73         | 3 041       | 1,33        |        |        |
| Exprimés      | Exprimés                 | Exprimés                     | 180 673      | 95,78        | 219 063     | 95,48       |        |        |

#### Jura
| Tête de liste | Tête de liste      | Liste                        | Premier tour | Premier tour | Second tour | Second tour | Sièges | Sièges |
| Tête de liste | Tête de liste      | Liste                        | #            | %            | #           | %           | #      | %      |
| ------------- | ------------------ | ---------------------------- | ------------ | ------------ | ----------- | ----------- | ------ | ------ |
|               | Stéphane Montrelay | FN                           | 27 988       | 29,93        | 35 252      | 31,00       | 2      | 22,22  |
|               | Hélène Pelissard   | UDI - LR                     | 21 827       | 23,34        | 37 407      | 32,89       | 2      | 22,22  |
|               | Sylvie Laroche     | PS - PRG - UDE - Cap21 - MDP | 21 679       | 23,19        | 41 068      | 36,11       | 5      | 55,55  |
|               | Bernard Breniaux   | DLF                          | 5 204        | 5,57         |             |             |        |        |
|               | Patrick Viverge    | FG - MRC - ND                | 4 880        | 5,22         |             |             |        |        |
|               | Brigitte Monnet    | EÉLV - MEI                   | 4 394        | 4,70         |             |             |        |        |
|               | Jean Bordat        | MoDem                        | 2 920        | 3,12         |             |             |        |        |
|               | Gérard Lacroix     | AEI                          | 2 358        | 2,52         |             |             |        |        |
|               | Dominique Revoy    | LO                           | 1 338        | 1,43         |             |             |        |        |
|               | Frédéric Jaillet   | UPR                          | 913          | 0,98         |             |             |        |        |
|               |                    |                              |              |              |             |             |        |        |
| Inscrits      | Inscrits           | Inscrits                     | 188 708      | 100,00       | 188 733     | 100,00      |        |        |
| Abstentions   | Abstentions        | Abstentions                  | 90 354       | 47,88        | 69 155      | 36,64       |        |        |
| Votants       | Votants            | Votants                      | 98 354       | 52,12        | 119 578     | 63,36       |        |        |
| Blancs        | Blancs             | Blancs                       | 2 832        | 2,88         | 2 853       | 2,47        |        |        |
| Nuls          | Nuls               | Nuls                         | 2 020        | 2,05         | 2 997       | 2,51        |        |        |
| Exprimés      | Exprimés           | Exprimés                     | 93 499       | 95,06        | 113 728     | 95,11       |        |        |

#### Nièvre
| Tête de liste | Tête de liste         | Liste                        | Premier tour | Premier tour | Second tour | Second tour | Sièges | Sièges |
| Tête de liste | Tête de liste         | Liste                        | #            | %            | #           | %           | #      | %      |
| ------------- | --------------------- | ---------------------------- | ------------ | ------------ | ----------- | ----------- | ------ | ------ |
|               | Marcel Stephan        | FN                           | 22 957       | 31,36        | 29 774      | 33,83       | 2      | 28,57  |
|               | Sylvain Mathieu       | PS - PRG - UDE - Cap21 - MDP | 17 934       | 24,51        | 34 662      | 39,38       | 4      | 57,14  |
|               | Guillaume Maillard    | UDI - LR                     | 13 213       | 18,06        | 23 583      | 26,79       | 1      | 14,29  |
|               | Jimmy Derouault       | FG - MRC - ND                | 5 387        | 7,36         |             |             |        |        |
|               | Michèle Baucomont     | DLF                          | 4 004        | 5,47         |             |             |        |        |
|               | Isabelle Bonnicel     | MoDem                        | 2 879        | 3,94         |             |             |        |        |
|               | Virginie Charriere    | EÉLV - MEI                   | 2 714        | 3,71         |             |             |        |        |
|               | Julien Gonzalez       | AEI                          | 1 646        | 2,25         |             |             |        |        |
|               | Geneviève Lemoine     | LO                           | 1 438        | 1,97         |             |             |        |        |
|               | Charles-Henri Gallois | UPR                          | 1 003        | 1,37         |             |             |        |        |
|               |                       |                              |              |              |             |             |        |        |
| Inscrits      | Inscrits              | Inscrits                     | 161 759      | 100,00       | 161 707     | 100,00      |        |        |
| Abstentions   | Abstentions           | Abstentions                  | 84 172       | 52,04        | 68 168      | 42,16       |        |        |
| Votants       | Votants               | Votants                      | 77 587       | 47,86        | 93 539      | 57,84       |        |        |
| Blancs        | Blancs                | Blancs                       | 2 727        | 3,51         | 2 811       | 3,01        |        |        |
| Nuls          | Nuls                  | Nuls                         | 1 636        | 2,11         | 2 709       | 2,90        |        |        |
| Exprimés      | Exprimés              | Exprimés                     | 73 227       | 94,38        | 88 019      | 94,10       |        |        |

#### Haute-Saône
| Tête de liste | Tête de liste              | Liste                        | Premier tour | Premier tour | Second tour | Second tour | Sièges | Sièges |
| Tête de liste | Tête de liste              | Liste                        | #            | %            | #           | %           | #      | %      |
| ------------- | -------------------------- | ---------------------------- | ------------ | ------------ | ----------- | ----------- | ------ | ------ |
|               | Karine Champy              | FN                           | 35 146       | 37,35        | 42 859      | 38,57       | 3      | 30,00  |
|               | Loïc Niepceron             | PS - PRG - UDE - Cap21 - MDP | 22 477       | 23,88        | 36 853      | 33,14       | 5      | 50,00  |
|               | Alain Joyandet             | UDI - LR                     | 19 658       | 20,89        | 31 507      | 28,33       | 2      | 20,00  |
|               | Denis Husser               | DLF                          | 4 479        | 4,76         |             |             |        |        |
|               | Gilles Lazar               | FG - MRC - ND                | 3 066        | 3,26         |             |             |        |        |
|               | Marie-Claire Thomas        | EÉLV - MEI                   | 2 825        | 3,00         |             |             |        |        |
|               | Jean-Claude Durupt-Vignard | MoDem                        | 2 296        | 2,44         |             |             |        |        |
|               | Chantal Belot              | AEI                          | 1 813        | 1,93         |             |             |        |        |
|               | Daniel Rouillon            | LO                           | 1 546        | 1,64         |             |             |        |        |
|               | Alexandre Salerno          | UPR                          | 805          | 0,86         |             |             |        |        |
|               |                            |                              |              |              |             |             |        |        |
| Inscrits      | Inscrits                   | Inscrits                     | 179 960      | 100,00       | 179 936     | 100,00      |        |        |
| Abstentions   | Abstentions                | Abstentions                  | 90 612       | 44,79        | 62 461      | 37,71       |        |        |
| Votants       | Votants                    | Votants                      | 99 348       | 55,21        | 117 475     | 65,29       |        |        |
| Blancs        | Blancs                     | Blancs                       | 2 751        | 2,77         | 2 651       | 2,26        |        |        |
| Nuls          | Nuls                       | Nuls                         | 2 486        | 2,50         | 3 605       | 3,07        |        |        |
| Exprimés      | Exprimés                   | Exprimés                     | 94 111       | 94,73        | 111 222     | 94,68       |        |        |

#### Saône-et-Loire
| Tête de liste | Tête de liste     | Liste                        | Premier tour | Premier tour | Second tour | Second tour | Sièges | Sièges |
| Tête de liste | Tête de liste     | Liste                        | #            | %            | #           | %           | #      | %      |
| ------------- | ----------------- | ---------------------------- | ------------ | ------------ | ----------- | ----------- | ------ | ------ |
|               | Lilian Noirot     | FN                           | 52 576       | 28,99        | 68 684      | 30,68       | 5      | 25,00  |
|               | Arnaud Danjean    | UDI - LR                     | 45 556       | 25,12        | 77 057      | 34,42       | 5      | 25,00  |
|               | Jérôme Durain     | PS - PRG - UDE - Cap21 - MDP | 41 505       | 22,89        | 78 159      | 34,91       | 10     | 50,00  |
|               | Maxime Thiébault  | DLF                          | 11 449       | 6,31         |             |             |        |        |
|               | Nathalie Vermorel | FG - MRC - ND                | 9 564        | 5,27         |             |             |        |        |
|               | François Lotteau  | EÉLV - MEI                   | 7 241        | 3,99         |             |             |        |        |
|               | Sophie Micollet   | MoDem                        | 5 270        | 2,91         |             |             |        |        |
|               | Jean-Pierre Lepri | AEI                          | 3 730        | 2,06         |             |             |        |        |
|               | Pascal Dufraigne  | LO                           | 2 929        | 1,62         |             |             |        |        |
|               | Crole Vignal      | UPR                          | 1 533        | 0,85         |             |             |        |        |
|               |                   |                              |              |              |             |             |        |        |
| Inscrits      | Inscrits          | Inscrits                     | 408 473      | 100,00       | 408 548     | 100,00      |        |        |
| Abstentions   | Abstentions       | Abstentions                  | 217 178      | 53,17        | 172 699     | 42,28       |        |        |
| Votants       | Votants           | Votants                      | 191 295      | 46,83        | 235 759     | 57,72       |        |        |
| Blancs        | Blancs            | Blancs                       | 5 841        | 3,05         | 5 909       | 2,51        |        |        |
| Nuls          | Nuls              | Nuls                         | 4 098        | 2,14         | 5 950       | 2,52        |        |        |
| Exprimés      | Exprimés          | Exprimés                     | 181 357      | 94,80        | 223 903     | 54,82       |        |        |

#### Yonne
| Tête de liste | Tête de liste     | Liste                        | Premier tour | Premier tour | Second tour | Second tour | Sièges | Sièges |
| Tête de liste | Tête de liste     | Liste                        | #            | %            | #           | %           | #      | %      |
| ------------- | ----------------- | ---------------------------- | ------------ | ------------ | ----------- | ----------- | ------ | ------ |
|               | Julien Odoul      | FN                           | 41 187       | 36,19        | 50 962      | 37,63       | 3      | 27,27  |
|               | Éric Gentis       | UDI - LR                     | 25 554       | 22,45        | 44 326      | 32,73       | 3      | 27,27  |
|               | Frédérique Colas  | PS - PRG - UDE - Cap21 - MDP | 20 967       | 18,42        | 40 146      | 29,64       | 5      | 45,45  |
|               | Didier Hamelin    | DLF                          | 7 095        | 6,23         |             |             |        |        |
|               | François Meyroune | FG - MRC - ND                | 5 740        | 5,04         |             |             |        |        |
|               | Jean Massé        | EÉLV - MEI                   | 4 775        | 4,20         |             |             |        |        |
|               | Dominique Aguilar | MoDem                        | 3 355        | 2,95         |             |             |        |        |
|               | Claude Thély      | AEI                          | 2 437        | 2,14         |             |             |        |        |
|               | Sylvie Manigaut   | LO                           | 1 578        | 1,39         |             |             |        |        |
|               | Gildas Joly       | UPR                          | 1 113        | 0,98         |             |             |        |        |
|               |                   |                              |              |              |             |             |        |        |
| Inscrits      | Inscrits          | Inscrits                     | 242 084      | 100,00       | 242 072     | 100,00      |        |        |
| Abstentions   | Abstentions       | Abstentions                  | 122 679      | 50,68        | 99 118      | 40,95       |        |        |
| Votants       | Votants           | Votants                      | 119 405      | 49,32        | 142 954     | 59,05       |        |        |
| Blancs        | Blancs            | Blancs                       | 3 006        | 2,52         | 3 450       | 2,41        |        |        |
| Nuls          | Nuls              | Nuls                         | 2 596        | 2,17         | 4 164       | 2,91        |        |        |
| Exprimés      | Exprimés          | Exprimés                     | 113 801      | 95,31        | 135 434     | 94,74       |        |        |

#### Territoire de Belfort
| Tête de liste | Tête de liste            | Liste                        | Premier tour | Premier tour | Second tour | Second tour | Sièges | Sièges |
| Tête de liste | Tête de liste            | Liste                        | #            | %            | #           | %           | #      | %      |
| ------------- | ------------------------ | ---------------------------- | ------------ | ------------ | ----------- | ----------- | ------ | ------ |
|               | Patrick Jeanroch         | FN                           | 15 910       | 34,76        | 19 466      | 35,30       | 1      | 25,00  |
|               | Maude Clavequin          | PS - PRG - UDE - Cap21 - MDP | 9 485        | 20,72        | 18 972      | 34,40       | 2      | 50,00  |
|               | Didier Vallverdu         | UDI - LR                     | 8 587        | 18,76        | 16 709      | 30,30       | 1      | 25,00  |
|               | Christophe Grudler       | MoDem                        | 3 656        | 7,99         |             |             |        |        |
|               | Alain Letailleur         | FG - MRC - ND                | 2 123        | 4,64         |             |             |        |        |
|               | Jean-Christophe Muringer | DLF                          | 1 900        | 4,15         |             |             |        |        |
|               | Jean Siron               | EÉLV - MEI                   | 1 847        | 4,04         |             |             |        |        |
|               | Christine Grandjean      | AEI                          | 967          | 2,11         |             |             |        |        |
|               | Claire Rocher            | LO                           | 860          | 1,88         |             |             |        |        |
|               | Jonathan Vallart         | UPR                          | 433          | 0,95         |             |             |        |        |
|               |                          |                              |              |              |             |             |        |        |
| Inscrits      | Inscrits                 | Inscrits                     | 95 418       | 100,00       | 95 410      | 100,00      |        |        |
| Abstentions   | Abstentions              | Abstentions                  | 47 430       | 49,71        | 37 282      | 39,08       |        |        |
| Votants       | Votants                  | Votants                      | 47 988       | 50,29        | 58 128      | 60,92       |        |        |
| Blancs        | Blancs                   | Blancs                       | 1 227        | 2,56         | 1 409       | 2,42        |        |        |
| Nuls          | Nuls                     | Nuls                         | 993          | 2,07         | 1 572       | 2,70        |        |        |
| Exprimés      | Exprimés                 | Exprimés                     | 45 768       | 95,37        | 55 147      | 94,87       |        |        |

### Répartition des sièges
| Liste              | Parti | Parti | Côte-d'Or | Doubs | Jura | Nièvre | Haute-Saône | Saône-et-Loire | Yonne | Territoire de Belfort | Total |
| ------------------ | ----- | ----- | --------- | ----- | ---- | ------ | ----------- | -------------- | ----- | --------------------- | ----- |
| Union de la gauche |       | PS    | 8         | 10    | 3    | 4      | 4           | 10             | 5     | 2                     | 46    |
| Union de la gauche |       | PRG   | 1         |       |      |        | 1           |                |       |                       | 2     |
| Union de la gauche |       | Cap21 |           | 1     |      |        |             |                |       |                       | 1     |
| Union de la gauche |       | DVG   |           |       | 1    |        |             |                |       |                       | 1     |
| Union de la gauche |       | FD    |           |       | 1    |        |             |                |       |                       | 1     |
| Union de la droite |       | LR    | 4         | 3     | 2    |        | 1           | 4              | 2     | 1                     | 17    |
| Union de la droite |       | UDI   | 2         | 1     |      | 1      |             | 1              | 1     |                       | 6     |
| Union de la droite |       | DVD   |           | 1     |      |        | 1           |                |       |                       | 2     |
| Front national     |       | FN    | 4         | 4     | 2    | 2      | 3           | 5              | 3     | 1                     | 24    |